# Agyrtidia uranophila
Agyrtidia uranophila là một loài bướm đêm thuộc phân họ Arctiinae, họ Erebidae.